# Skubianka-Kolonia
Skubianka-Kolonia – kolonia w Polsce w województwie mazowieckim, w powiecie legionowskim, w gminie Serock.
W latach 1975–1998 miejscowość administracyjnie należała do województwa warszawskiego.